# Iglesia Nacional Católica Polaca
La Iglesia Nacional Católica Polaca (PNCC en sus siglas en inglés; en polaco: Polski Narodowy Kościół Katolicki, PNKK) es una Iglesia católica antigua fundada en los Estados Unidos por inmigrantes polacos en aquel país.
La PNCC no se encuentra en comunión con la Iglesia católica apostólica romana. Asimismo, desde el 2004, la PNCC tampoco se encuentra en comunión con la Unión de Utrecht. La organización actualmente se encuentra afiliada a la Unión de Scranton.
La iglesia se compone de aproximadamente de 26.000 miembros en cinco diócesis en los Estados Unidos y Canada. Sus cinco diócesis son Buffalo-Pittsburgh, la Diócesis Central, Este, Oeste y Canadá.

## Historia

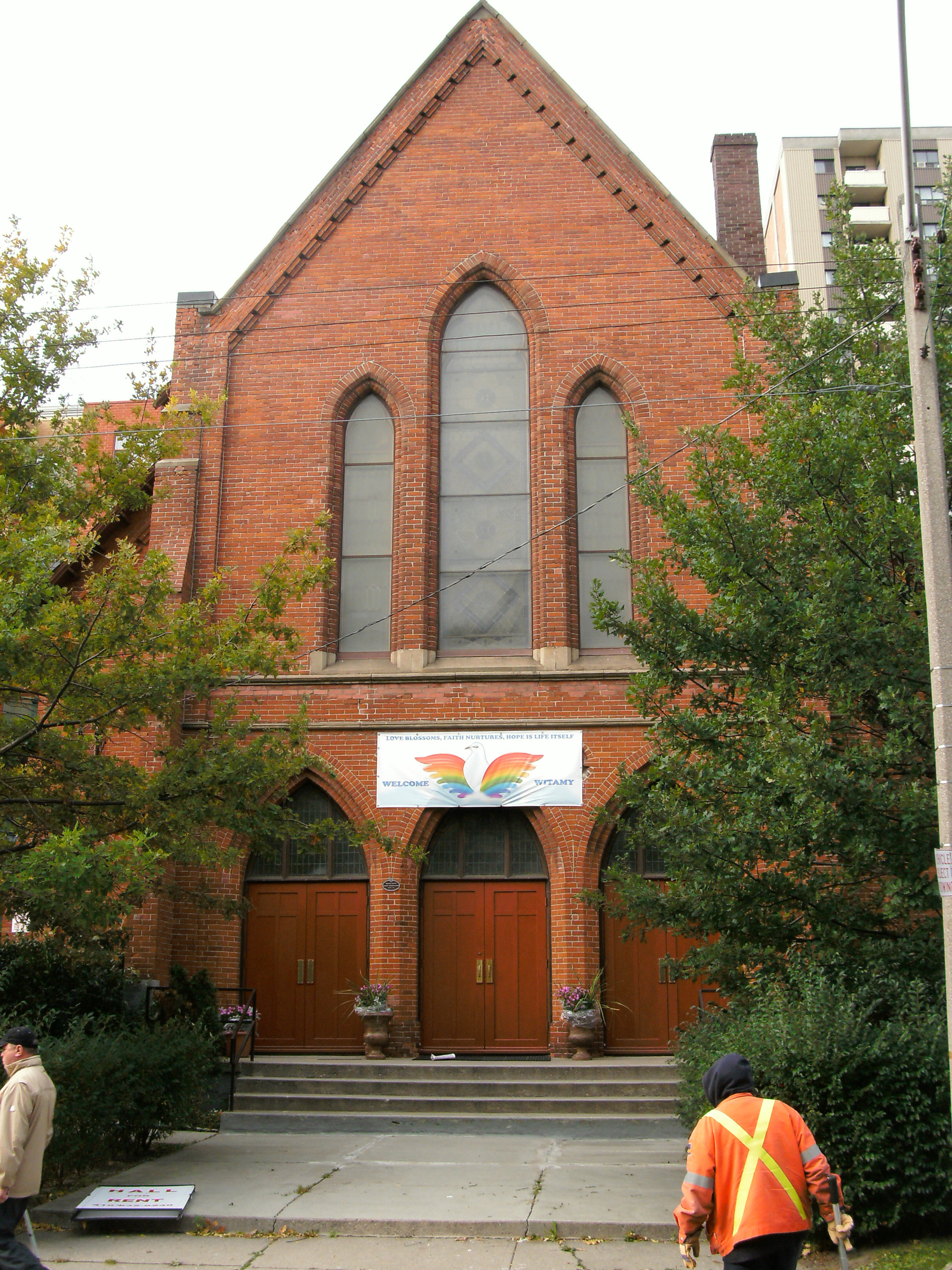
Catedral de San Juan en Toronto.

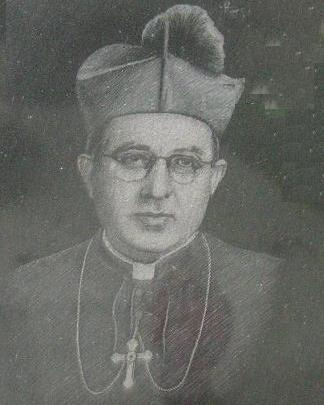
Obispo Józef Padewski.

Para finales del siglo XIX, muchos emigrantes polacos en Estados Unidos se encontraban decepcionados con la jerarquía de la Iglesia católica apostólica romana. Para ese entonces no había obispos católicos polacos en el país, y muy pocos sacerdotes, así como no estaba permitido enseñar la lengua polaca en las escuelas confesionales. Los obispos católicos de orígenes irlandeses y alemanes ayudaron a los polacos a fundar iglesias aunque con la limitación lingüística, ya que no habían sacerdotes que pudiesen hablar polaco, y la comunidad polaca tenía un inglés muy limitado. Por otra parte, comenzaron las disputas acerca de la propiedad de las iglesias, particularmente las de Búfalo en Nueva York, y en Scranton en Pensilvania, de las cuales los feligreses solicitaban tener más control sobre las actividades. A pesar de que la gran mayoría de los polacos emigrados en Estados Unidos se mantuvieron como católicos, dándose que con el paso del tiempo fueron creados obispos bilingües tanto en polaco como en inglés, algunos polacos-estadounidenses comenzaron a sentir que se los había puesto en una "condición de inferioridad" con respecto a otras colectividades.
Uno de los referentes de estas quejas era Franciszek Hodur (1866–1953), sacerdote emigrante polaco en Estados Unidos. Nacido cerca de Cracovia, emigró al continente americano en 1893 siendo ordenado sacerdote en ese año; en 1897, se convirtió en el parróco Catedral de San Estanislao en Scranton. Sus divergencias con la iglesia católica presente en Estados Unidos los llevó a romper con la iglesia católica en 1897, cuando con un grupo de inmigrantes polacos decidieron fundaron su propia iglesia católica, con sede en Scranton, que contó inicialmente con 20.000 members. Hodur fue, entonces, consagrado como obispo en 1907 en Utrecht, Países Bajos, por tres antiguos obispos católicos. A partir de entonces, Hodur fue considerodo como el fundador y el primero obispo de esta escisión de la iglesia católica.
La iglesia comenzó a realizar tareas misionarias luego de que Polania resurgió como estado independiente en la Primera Guerra Mundial. Para el comienzo de la Segunda Guerra Mundial, el PNCC fundó más de cincuenta parroquias junto con un seminario teológico en Cracovia. Durante la etapa comunista de Polonia, la iglesia tuvo que enfrentar una feroz represión. La Iglesia Católica Polaca es actualmente un cuerpo en autocefalia en comunión con la PNCC.
En 2002, Robert M. Nemkovich fue electo en el número veintiún general sínodo para ser el sexto primer obispo de la iglesia.
En 2010, Anthony Mikovsky fue electo en el sínido trenta y tres como el séptimo primer obispo de la iglesia. El obispo Mikovsky había venido desempeñándose como obispo de la diócesis central y pastor de la Catedral de San Estanislao desde 2006. Antes de convertirse en obispo, ocupó funciones como pastor en San Estanislao, la iglesia madre de aquella, comenzando como tal en 1997.

## Creencias

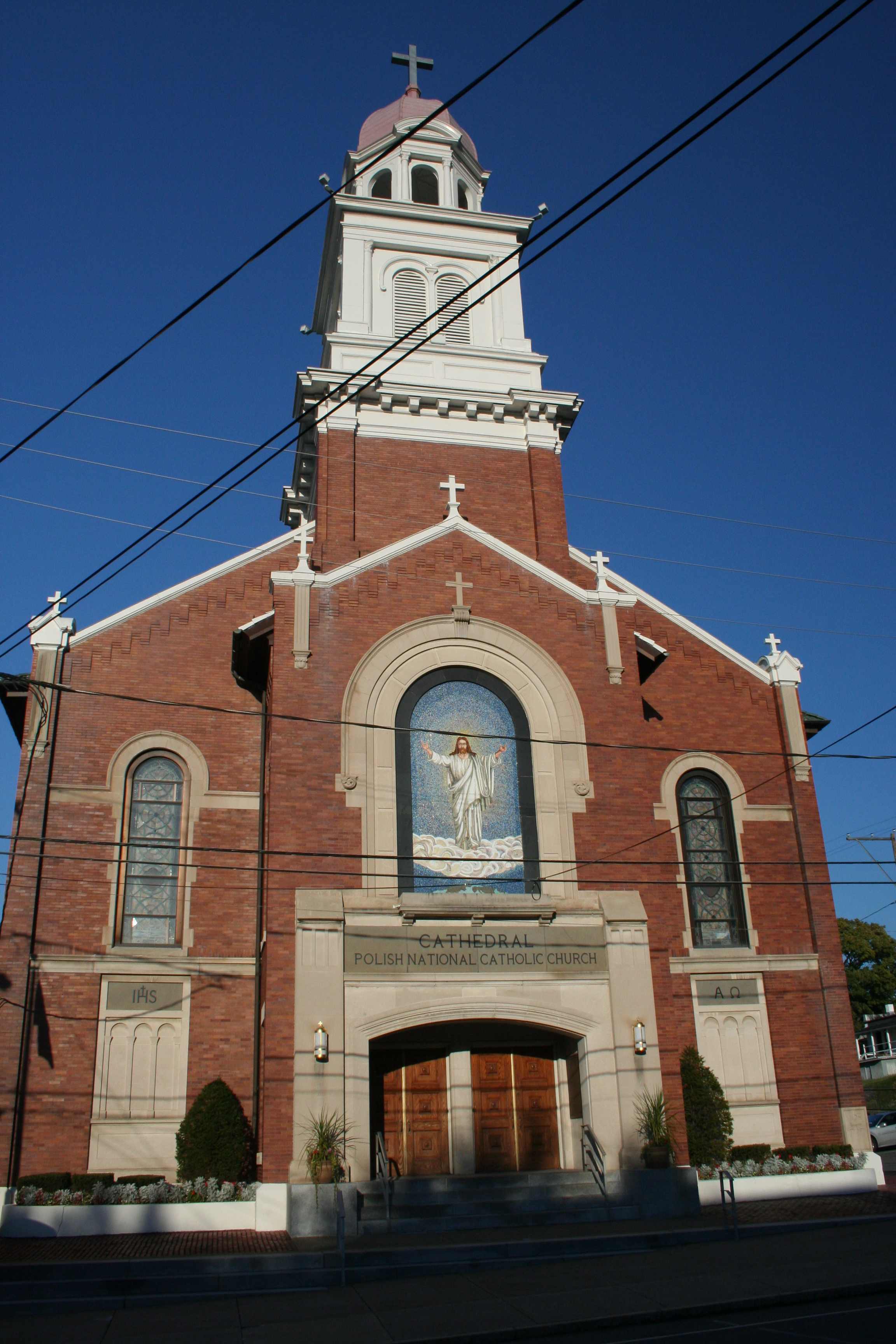
Catedral de San Estanislao en Scranton, Pensilvania.

### Casamiento y divorcio
La iglesia cree que el casamiento es el sacramento donde «los contrayentes se convierten en marido y mujer, les da la gracia de del señor para que sean leales entre sí, y para que puedan criar a sus hijos en amor y devoción de Dios.» A diferencia de la Iglesia católica, PNCC no permite que simples sacerdotes oficien matrimonio. La PNCC permite a los divorciados participar en todos los eventos eucarísticos y recibir la eucaristía. La iglesia no reconoce el divorcio civil y requiere que se inicie ante ellos el proceso de anular el matrimonio para volver a contraerlo.

### Gobierno
La PNCC se rige de acuerdo a sus leyes y a su constitución.
El cuerpo legislativo es un sínodo general, que normalmente se reúnen cada cuatro años. La composición del sínodo general incluye tanto clérigos como laicos. Cada parroquia tiene derecho a enviar un representante laica cada cincuenta miembros activos. La constitución y las leyes canónicas del PNCC General mantienen la autoridad de remover a los obispos, el primer obispo intentó destituir al obispo de la diócesis canadiense de la misma en enero de 2013.